# Ilhas (unidade regional)
Ilhas (em grego: Νήσων) é uma unidade regional da Grécia, localizada na região da Ática. É formada pelas Ilhas Sarônicas, pequena parte da península do Peloponeso e algumas ilhas adjacentes.

## Administração
Foi criada a partir da reforma administrativa instituída pelo Plano Calícrates de 2011, através de uma divisão da antiga prefeitura de Pireu. É subdividida em 8 municípios; são eles (numerados conforme o mapa):
1. Egina

2. Agistri

3. Hidra

4. Citera

5. Poros

6. Salamina

7. Spetses

8. Troizinia-Methana